# Káto Metóchi
Káto Metóchi (Kato Metochi) är en ort i Grekland.   Den ligger i prefekturen Nomós Serrón och regionen Mellersta Makedonien, i den nordöstra delen av landet, 300 km norr om huvudstaden Aten. Káto Metóchi ligger 258 meter över havet och antalet invånare är 197.
Terrängen runt Káto Metóchi är kuperad norrut, men söderut är den platt. Runt Káto Metóchi är det ganska tätbefolkat, med 192 invånare per kvadratkilometer. Närmaste större samhälle är Serrai, 4,9 km söder om Káto Metóchi. Trakten runt Káto Metóchi består till största delen av jordbruksmark.